# Carrie Ann Inaba

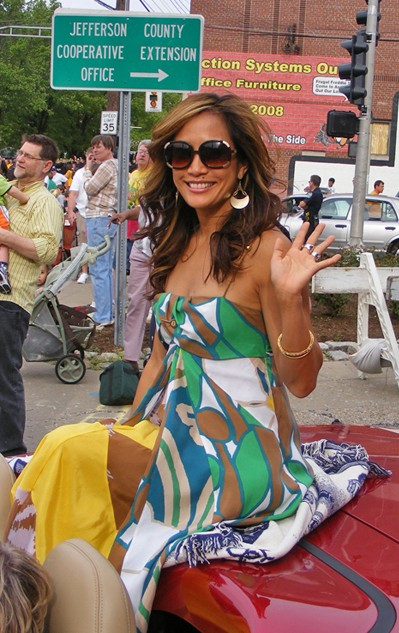
Carrie Ann Inaba 2008 auf dem Kentucky Derby Festival

Carrie Ann Inaba (* 5. Januar 1968 in Honolulu, Hawaii) ist eine US-amerikanische Tänzerin, Filmschauspielerin, Popsängerin und Choreographin.

## Leben
Inaba wurde 1968 auf Hawaii geboren. Sie hat chinesische, japanische und irische Vorfahren.
Von 1986 bis 1988 lebte sie in Tokio und war dort als Sängerin tätig. Inaba veröffentlichte drei Singles: Party Girl, Be Your Girl und Yume no Senaka.
Als sie wieder in die USA zog, spielte sie von 1990 bis 1992 in der Comedy-Sendung In Living Color mit. Außerdem wirkte sie 1993 auf Madonnas Welt-Tournee The Girlie Show World Tour als Tänzerin mit. Es folgten Auftritte in verschiedenen Fernsehsendungen und Filmen.
Seit 2005 ist sie Jurymitglied der Tanzshow „Dancing with the Stars“.

## Filmografie
- 1990–1992: In Living Color (Fernsehserie, 68 Folgen)
- 1993: Rhythm & Jam (Miniserie)
- 1995: Lord of Illusions
- 1995: Showgirls
- 1995: Monster Mash: The Movie
- 1999: Austin Powers – Spion in geheimer Missionarsstellung (Austin Powers: The Spy Who Shagged Me)
- 1999: Die amerikanische Jungfrau (American Virgin)
- 1999: Jack & Jill (Fernsehserie, eine Folge)
- 2000: Boys, Girls & a Kiss (Boys and Girls)
- 2000–2001: Nikki (Fernsehserie, vier Folgen)
- 2002: Austin Powers in Goldständer (Austin Powers in Goldmember)
- 2009: Hannah Montana (Fernsehserie, eine Folge)
- 2020: Kidding (Fernsehserie, eine Folge)